# Río Arriba (Añasco)
Río Arriba es un barrio ubicado en el municipio de Añasco en el estado libre asociado de Puerto Rico. En el Censo de 2010 tenía una población de 138 habitantes y una densidad poblacional de 38,09 personas por km².

## Geografía
Río Arriba se encuentra ubicado en las coordenadas 18°16′26″N 67°2′54″O / 18.27389, -67.04833. Según la Oficina del Censo de los Estados Unidos, Río Arriba tiene una superficie total de 3.62 km², de la cual 3.5 km² corresponden a tierra firme y (3.36%) 0.12 km² es agua.

## Demografía
Según el censo de 2010, había 138 personas residiendo en Río Arriba. La densidad de población era de 38,09 hab./km². De los 138 habitantes, Río Arriba estaba compuesto por el 80.43% blancos, el 0.72% eran afroamericanos, el 1.45% eran amerindios, el 15.94% eran de otras razas y el 1.45% pertenecían a dos o más razas. Del total de la población el 99.28% eran hispanos o latinos de cualquier raza.